# HMS Avenger (F185)
La HMS Avenger (F185) es una fragata del Type 21 que perteneció a la Royal Navy. Fue construida por Yarrow Shipbuilders Limited, en Glasgow, Escocia. Fue completada con un lanzador Exocet en la posición 'B'. Tras finalizar su servicio en la Royal Navy, fue vendida a Pakistán, donde continua en activo como PNS Tippu Sultan (D185)

## Historial

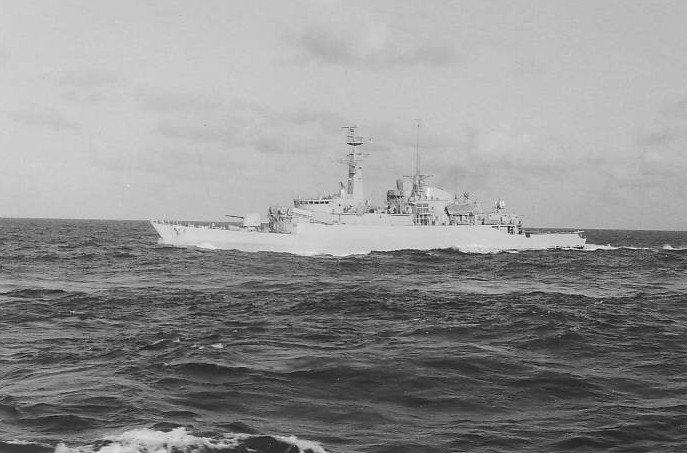
En ruta a las Malvinas con el grupo Bristol

Bajo el mando de Hugo White en 1981, la HMS Avenger, se convirtió en líder de la cuarta escuadra de fragatas en la guerra de las Malvinas.
Durante el despliegue en las Malvinas, creció una alarmante grieta en el casco progresivamente debido a las duras condiciones del Atlántico sur. De retorno al Reino Unido, fue modernizada y reparada, soldándosele una placa de acero a cada lado del casco para eliminar el problema, al mismo tiempo que se hacían modificaciones en el casco para reducir el ruido.

## Servicio como PNS Tippu Sultan

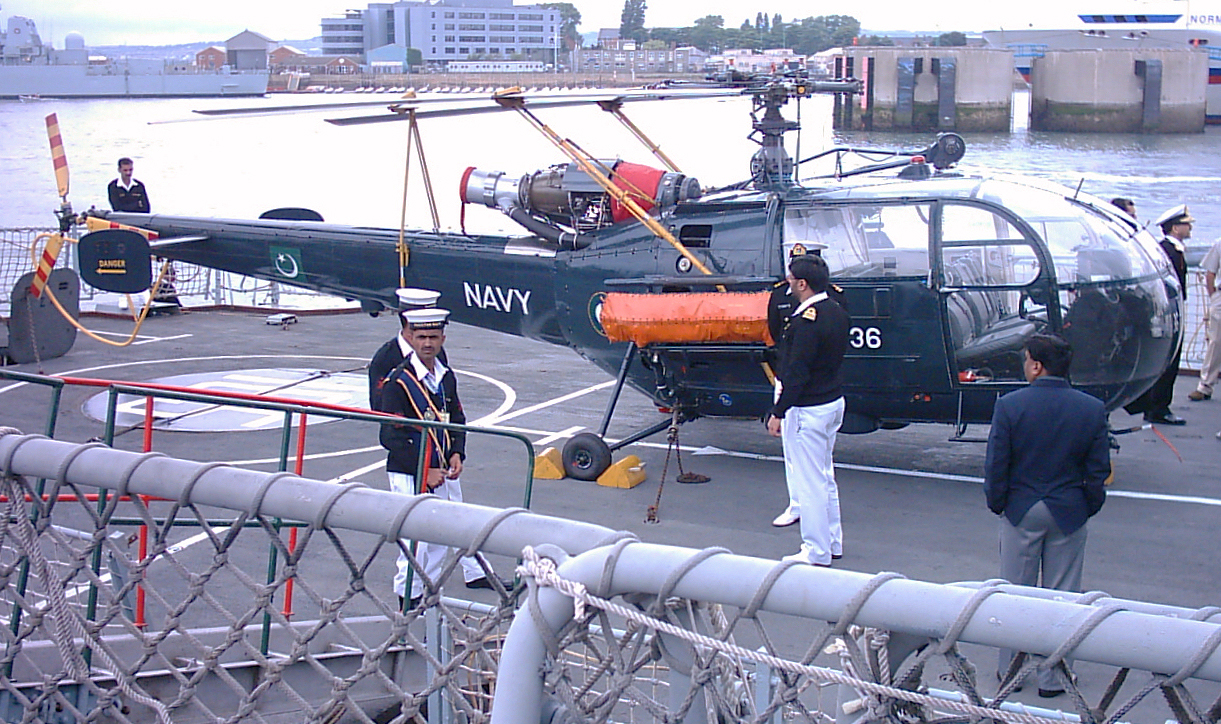
Alouette III de las fuerzas aeronavales de Pakistán a bordo del PNS Tippu Sultan la base naval de Portsmouth en el año 2005

La Avenger fue dada de baja y vendida a Pakistán el 23 de septiembre de 1994, donde fue modernizada y renombrada PNS Tippu Sultan (D185). Convirtiéndose en el tercer buque en portar ese nombre. permaneciendo en servicio activo con la Armada de Pakistán como parte de la 25ª escuadra de destructores de la flota.